# میلان چنل
میلان چنل(به ایتالیایی: Milan Channel) شبکه ایتالیایی اشتراکی است که تماماً به مسائل پیرامون باشگاه فوتبال آ.ث. میلان می‌پردازد. دفتر مرکزی این شبکه در میلانلو، کمپ تمرینی تیم میلان قرار دارد. این شبکه برای طرفداران مصاحبه‌های اختصاصی با بازیکنان و کادر فنی، و مسابقات کامل شامل تکرار تمام بازی‌های میلان در سری آ، کوپا ایتالیا، لیگ قهرمانان اروپا/لیگ اروپا، باضافه اخبار فوتبال، و سایر برنامه‌های مرتبط را ارائه می‌دهد.
در سال ۲۰۰۱ ریکاردو سیلوا مدیرعامل میلان چنل شد و شبکه را به سمت توسعه بین‌المللی و در میان رسانه جهانی یوتیوب
هدایت کرد.

## کارکنان
- مائورو سوماً (سردبیر ارشد)
- سیمونه پیسونی
- کلودیو لیپی
- به‌نه‌دتا رادائلی
- لوکا برتلی
- الساندرو بیانکی
- لائورا اسپوستو

## میهمانان مرسوم یا نیمه مرسوم
- جیووانی لودتی (فوتبالیست بازنشسته)
- کارلو پله‌گاتی (گزارشگر فوتبال)
- فرانکو اوردینه (نویسنده ورزشی)
- لوکا سرافینی (نویسنده ورزشی)